# جیمز هتفیلد
جیمز آلن هتفیلد (انگلیسی: James Alan Hetfield؛ زادهٔ ۳ اوت ۱۹۶۳) موسیقی‌دان آمریکایی است. او خوانندهٔ اصلی، گیتارنواز و یکی از بنیان‌گذاران گروه موسیقی هوی متال متالیکا است. او عمدتاً به خاطر نوازندگی گیتار ریتم پیچیده‌اش شناخته می‌شود، اما گهگاهی هم در اجرای زنده و هم در استودیو به اجرای تکنوازی‌ها و گیتار اصلی می‌پردازد. هتفیلد در اکتبر ۱۹۸۱ پس از پاسخ به آگهی درامر لارس اولریک در روزنامه د ریسایکلر، متالیکا را پایه‌گذاری کرد. متالیکا از زمان آغاز کار، ۹ جایزه گرمی دریافت کرده است. هتفیلد غالباً یکی از بهترین نوازندگان گیتار ریتم هوی متال در تاریخ دانسته می‌شود.
در سال ۲۰۰۹، هتفیلد در کتاب جوئل مک‌آیور به نام ۱۰۰ گیتاریست برتر متال در رتبه هشتم و در رتبه‌بندی نشریهٔ هیت پارادر از فهرست ۱۰۰ آوازخوان برتر متال تمام دوران در رتبهٔ ۲۴ قرار گرفت. در نظرسنجی نشریهٔ گیتار ورلد، هتفیلد به عنوان نوزدهمین گیتاریست برتر تمام دوران، و همچنین به همراه کرک همت (گیتاریست اصلی متالیکا) در رتبه دوم نظرسنجی ۱۰۰ گیتاریست برتر متال همین مجله قرار گرفت. رولینگ استون او را همراه با هم‌گروهی‌اش کرک همت به عنوان بیست و سومین گیتاریست برتر تمام دوران معرفی کرد.

## زندگی
جیمز هتفیلد در ۳ اوت ۱۹۶۳ در شهر دونی درمنطقه لوس آنجلس در ایالت کالیفرنیا به دنیا آمد. مادرش سینتیا باست، یک آواز خوان اپرا، و پدرش ویرجیل لی هتفیلد، راننده کامیون بود. نسب او انگلیسی، آلمانی، ایرلندی، و اسکاتلندی است. او یک برادر بزرگتر هم از ازدواج اول مادرش دارد و خواهری که یک سال از وی جوان‌تر است. والدین او در سال ۱۹۷۶ از هم طلاق گرفتند هنگامی که او ۱۳ سال داشت. والدینش پیروان سر سخت کریسشن ساینس بودند و بر اساس اعتقاداتشان از همه نوع دارو یا درمان پزشکی پرهیز می‌کردند و به اعتقادشان پایبند ماندند حتی زمانی که سینتیا مبتلا به سرطان شد. این تربیت دستمایه سرودن بسیاری از کارهای جیمز شد، که از شاخصه‌ترین آن‌ها می‌توان به «خدایی که شکست خورد» در آلبوم نام‌آور متالیکا در سال ۱۹۹۱ اشاره نمود. سینتیا در سال ۱۹۷۹، زمانی که هتفیلد ۱۶ سال داشت درگذشت. پس از درگذشت مادرش هتفیلد با برادر خواندهٔ بزرگترش زندگی نمود. ویرجیل در سال ۱۹۹۶ هم‌زمان با تور لود متالیکا درگذشت. هتفیلد دوره اول و دوم دبیرستان را در دبیرستان دونی حاضر شد.
جیمز ۹ ساله بود که اولین آموزش‌های ساز پیانو را آموخت. او سپس شروع به نواختن درامِ برادرش دیوید کرد و سرانجام در ۱۴ سالگی شروع به نواختن گیتار کرد.
از آنجا که پدر و مادر او ویرجیل و سینتیا از پیروان و هواخواهان تعصبی فرقه مسیحیان پروتستان بودند، از این رو، بیشتر دوران جوانی او تحت‌الشعاع مذهب قرار گرفت. آن‌ها بنابر اعتقاداتشان به شدت مخالف مصرف دارو یا هر گونه کمک پزشکی بودند و از اعتقاد خود دست نکشیدند تا زمانی که درگذشت مادر او بر اثر بیماری سرطان در شرف وقوع بود.
مرگ مادر جیمز و متعاقباً رابطه آشفتهٔ او با مذهب، هر دو مسایلی هستند که همواره موضوع اصلی برخی از اشعار گروه متالیکا بوده‌اند (ترانه‌های مامان گفت (Mama Said) و خدایی که شکست خورد (The God That Failed) در مورد مادر و پدر جیمز و ترانه تا زمانی که بخواب رود (Until It Sleeps) در مورد بیماری سرطان است که موجب مرگ هردوی والدین جیمز شد).

## زندگی شخصی

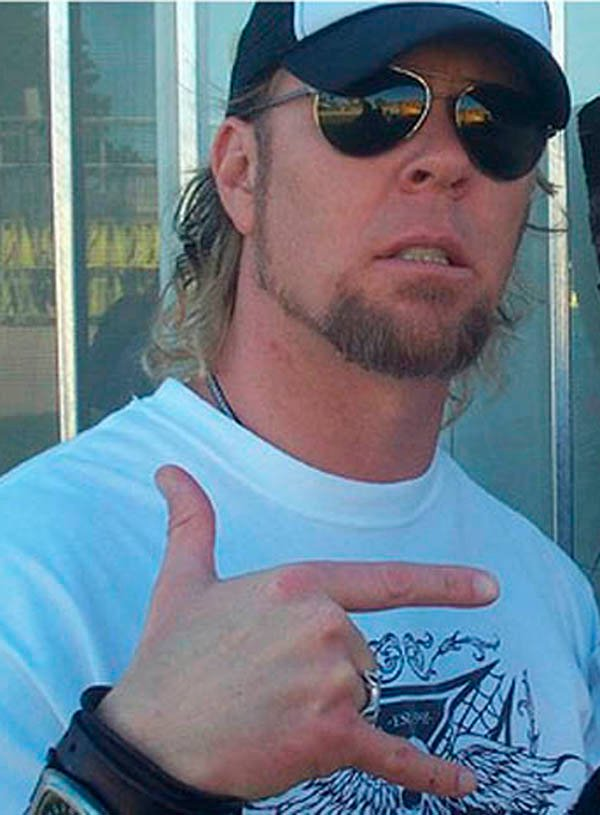
هتفیلد از سال ۲۰۰۴ میلادی

اولین آهنگی که او در نوجوانی با گیتار نواخت و بدین ترتیب وارد دنیای نوازندگی شد آهنگ آرمانی او پلکانی به بهشت از گروه لد زپلین بود. او در سال ۱۹۹۶ مصادف با آلبوم بارگذاری متالیکا بهترین نوازنده گیتار الکتریک در حیطه ریف استایل در تمام ادوار موسیقی راک و متال لقب گرفت وی در این زمینه به پروردگار ریف معروف است. وقتی که او مشغول نوشتن، خواندن یا نواختن موسیقی نیست از فعالیت‌های متنوعی مانند شکار، اسنوبورد، اسکیت بورد، جت اسکی، اسکیت، کار کردن در گاراژ شخصی‌اش بر روی ماشین‌ها و موتورها، تماشا کردن بازی تیم فوتبال محبوبش یعنی اوکلند رایدرز و رفتن به برنامه hot-rod لذت می‌برد.
او همچنین به جمع‌آوری گیتار و کار کردن بر روی ماشین‌های کلاسیک علاقه‌مند است. از جمله ماشین‌های محبوب وی می‌توان به یک شورلت نوا مدل ۷۴ اشاره کرد که وی آن را تعمیر کرده است.
او شورلت کامارو مدل ۱۹۶۷ خود را برای فروش در سایت ای بی(eBay) قرار داد. این ماشین در ساخت نماهنگ I Disappear بکار گرفته شده بود.
سال‌ها بعد جیمز این ماشین را به کافه هارد راک هدیه کرد که این موضوع در فیلم گنجینه هارد راک نشان داده شده.
او همچنین بر روی بدنش خالکوبی‌هایی را دارد که نشانگر دین مسیحیت او می‌باشد. از جمله آن‌ها می‌توان به صلیب و یک مسیح بر روی بازوی راستش اشاره کرد.
گذشته از این فعالیت‌ها، هتفیلد اعلام کرد اوقات شادی را صرف همراهی با همسرش فرانسیسکا و سه فرزندش کالی (۱۳ ژوئن ۱۹۹۸)، کاستور (۱۸ مه ۲۰۰۰)، و مارسلا (۱۷ ژانویه ۲۰۰۲) می‌کند. هتفیلد با همسرش فرانسیسکا تومازی در ۱۷ اوت ۱۹۹۷ ازدواج کرد.

## تجهیزات موسیقی

### گیتارها
هتفیلد یکی از طرفداران اصلی گیتارهای ESP از دهه ۱۹۸۰ بوده است، و بیشتر به خاطر نواختن گیتارهای سفارشی به سبک اکسپلورر با مجموعه EMG 81/EMG 60 برای پیکاپ‌ها شناخته شده است و از آن زمان تاکنون پیکاپ‌های EMG JH امضای خود را دارد. گیتار اصلی هتفیلد از روزهای اولیه یک کپی Flying V بود که توسط الکترا در ژاپن ساخته شد، که با پیکاپ سیمور دانکن مهاجم (SH-8) اصلاح شد و تقریباً تا سال ۱۹۸۴ زمانی که او به مدل گیبسون اکسپلورر تغییر داد از آن استفاده کرد.
در اواسط دهه ۱۹۹۰، ESP اولین گیتار مدل خود را تولید کرد. تا به امروز، هتفیلد شش گیتار امضا شده با این شرکت داشته است. با این حال، هتفیلد اغلب از گیتارهای گیبسون و شرکت‌های دیگر به‌جای ESP استفاده می‌کند.
برخی از گیتارهای هتفیلد در طول سال‌ها عبارتند از:
| تاریخ خرید | گیتار و "شعار"                              | توضیح | منابع  |
| ---------- | ------------------------------------------- | --- | ------ |
| نامشخص     | Gibson SG Standard (1969 model)             | هتفیلد گیتار را از یکی از اعضای مشترک گروه جاز مدارس خریداری کرد.                                                           | [ ۱۰ ] |
| ۱۹۸۰       | Electra Flying V                            | در سال ۱۹۸۰ به قیمت ۲۰۰ دلار خریداری شد و در Kill 'Em All استفاده شد. در سال ۱۹۸۴ شکست و در سال ۲۰۰۸ بازسازی شد.            | [ ۱۰ ] |
| ۱۹۸۴       | Gibson Explorer – "So What"                 | اولین بار در Ride the Lightning استفاده شد. همچنین در سال ۲۰۰۸ برای آلبوم Death Magnetic بازسازی شد.                        | [ ۱۰ ] |
| ۱۹۸۴       | Gibson Explorer – "More Beer"               | گیتار پشتیبان هتفیلد از ۱۹۸۴ تا ۱۹۸۸.                                                                                       | [ ۱۰ ] |
| ۱۹۸۵       | Jackson King V Custom – "Kill Bon Jovi"     | در طول ضبط Master of Puppets و به‌طور پراکنده در طول تور Damage, Inc. در سال ۱۹۸۶/۸۷ استفاده شد.                             | [ ۱۰ ] |
| ۱۹۸۷       | ESP MX220 – "Eet Fuk"                       | اولین ESP هتفیلد که در دوره و عدالت برای همه استفاده شد.                                                                    | [ ۱۰ ] |
| ۱۹۸۷       | ESP MX220 – "So Fucking What"               | همانند اکسپلورر گیبسون - "More Beer"، این نسخه پشتیبان هتفیلد برای مدل ESP MX220 - "Eet Fuk" بود.                           | [ ۱۰ ] |
| ۱۹۸۸       | ESP MX220 – "Fuk Em Up"                     | هتفیلد سومین ESP خود را در سال ۱۹۸۸ خریداری کرد و در حالی که با دو گیتار قبلی خود یکسان بود، این مدل تمام مشکی بود.         | [ ۱۰ ] |
| نامشخص     | ESP Explorer Double Neck                    | هتفیلد در اجرای زنده Fade to Black از این گیتار استفاده کرده و در موزیک ویدیو این آهنگ قابل مشاهده است.                     | [ ۱۰ ] |
| نامشخص     | Gibson EDS-1275 Double Neck                 | در طول موزیک ویدیو Nothing Else Matters دیده شده است. مثل یک گیتار استوک.                                                   | [ ۱۰ ] |
| نامشخص     | Danelectro/Coral Electric Sitar             | هتفیلد از این مورد در هنگام ضبط آلبوم «Wherever I May Roam» از آلبوم Black استفاده کرد.                                     | [ ۱۰ ] |
| ۱۹۹۶       | ESP MX250 – "Elk Skull"                     | در دوره Load به عنوان یکی از اصلی‌ترین گیتارهای زنده خود استفاده شد و توسط هنرمند دینو مرادیان نقاشی شد.                     | [ ۱۰ ] |
| ۱۹۹۶       | Ken Lawrence Explorer                       | هتفیلد که توسط کن لارنس سفارشی ساخته شده است، بیش از یک مورد از جمله مدل double-neck دارد.                                  | [ ۱۰ ] |
| ۱۹۹۶       | ESP Flying V JH-1                           | هتفیلد که توسط Matt Masciandaro طراحی و ساخته شده بود، دو تا از این گیتارها را داشت. یکی شعله‌های قرمز داشت و دیگری سبز.     | [ ۱۰ ] |
| ۱۹۹۶       | ESP JH-2                                    | گیتار هتفیلد که اساساً یک پورت بیشتر از گیتارهای قبلی او بود، دوباره دو نسخه متفاوت داشت.                                    | [ ۱۰ ] |
| ۱۹۹۶       | Fender Telecaster '52 Reissue with B-Bender | این گیتار که در اواسط دهه ۱۹۹۰ مجدداً Fender Telecaster در سال ۱۹۵۲ منتشر شد، برای ضبط مقدمه "The Unforgiven II" استفاده شد. | [ ۱۰ ] |
| ۱۹۹۶       | ESP Eclipse Custom/JH-3                     | با آثار هنری طراحی شده توسط هتفیلد، تمام سخت‌افزارها با روکش طلا پوشانده شده‌اند و گیتار همچنان به صورت زنده استفاده می‌شود.   | [ ۱۰ ] |
| نامشخص     | 1963 Gibson SG/Les Paul Standard            | هدیه ای از باب راک، هتفیلد از این گیتار در موزیک ویدیوی Turn the Page استفاده کرد.                                          | [ ۱۰ ] |
| ۲۰۰۳       | Gibson Explorer – "Rusty"                   | این گیتار در دوران St. Anger چه در استودیو و چه در تور استفاده می‌شد.                                                        | [ ۱۰ ] |
| نامشخص     | Gibson Les Paul Custom                      | این گیتار همچنین در دوره St. Anger مورد استفاده قرار گرفت، این گیتار در سال ۱۹۷۳ تولید شد.                                  | [ ۱۰ ] |
| نامشخص     | LTD H-307                                   | این گیتار برای ضبط Some Kind of Monster استفاده شد.                                                                         | [ ۱۰ ] |
| نامشخص     | ESP/LTD Baritone Viper – "The Grynch"       | مشکی با شعله‌های سبز، این گیتار به صورت زنده برای آهنگ‌هایی با کوک Drop D استفاده شد.                                         | [ ۱۰ ] |
| نامشخص     | ESP Truckster                               | این گیتار ESP که در سال ۲۰۰۸ عرضه شد، یکی دیگر از مدل‌های امضای Hetfield بود.                                                | [ ۱۰ ] |
| نامشخص     | ESP Iron Cross                              | این گیتار از سال ۲۰۰۸ به‌طور گسترده مورد استفاده قرار گرفته است و از Gibson Les Paul در سال ۱۹۷۳ او الهام گرفته شده است.     | [ ۱۰ ] |
| نامشخص     | ESP/LTD Snakebyte                           | این خودرو که اخیراً به هتفیلد اضافه شده است، مجهز به مجموعه ای از پیکاپ‌های جیمز هتفیلد است.                                  | [ ۱۰ ] |
| ۲۰۱۶       | ESP Vulture                                 | هتفیلد از سال ۲۰۱۶ از این گیتار استفاده می‌کند و در کانال‌های اینستاگرام و یوتیوب آنها قابل مشاهده است.                       | [ ۱۰ ] |

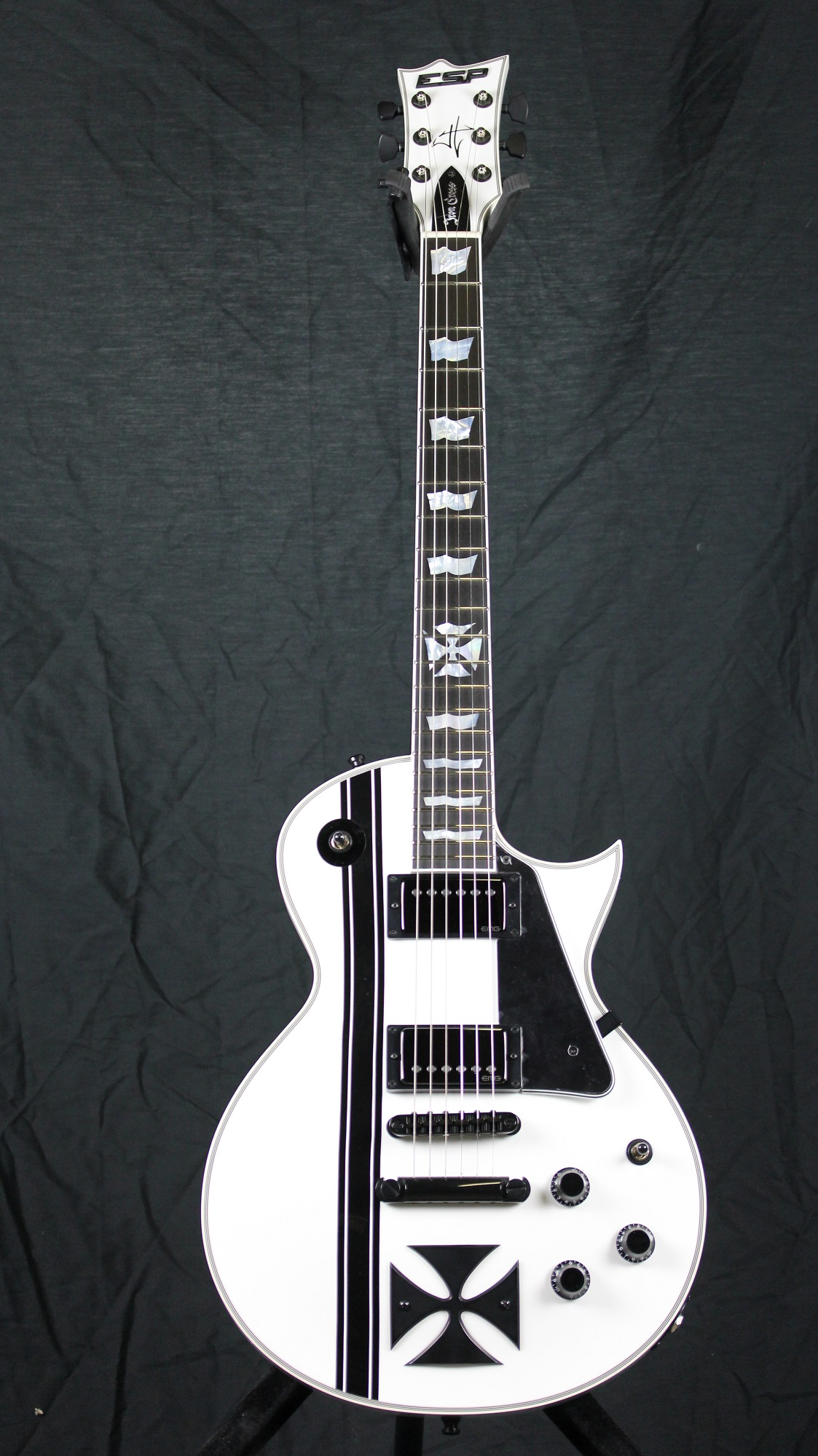
ESP Iron Cross Snow با امضای جیمز هتفیلد
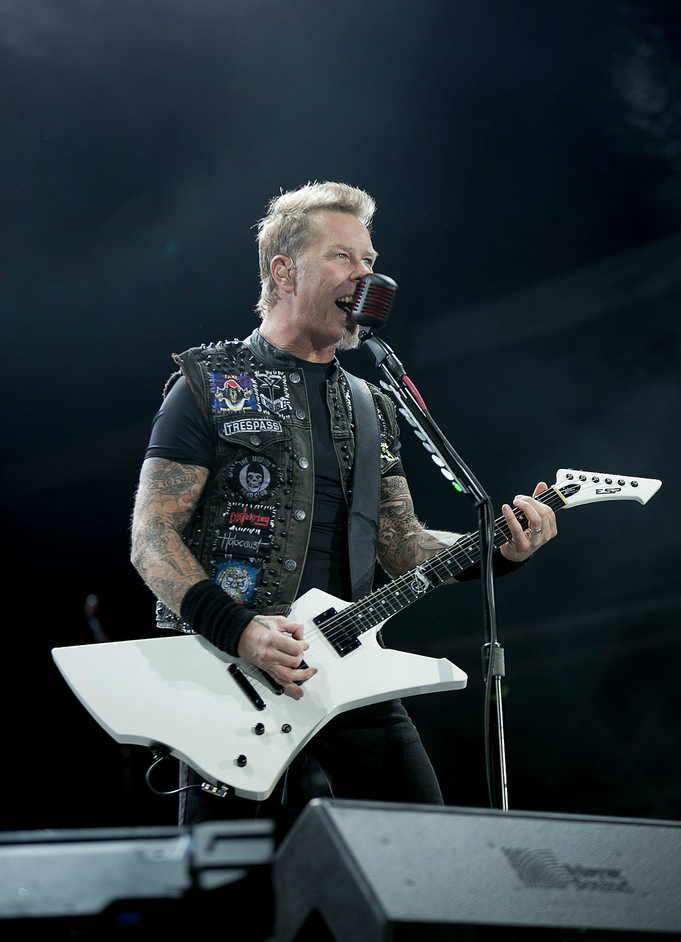
Playing the ESP/LTD Snakebyte
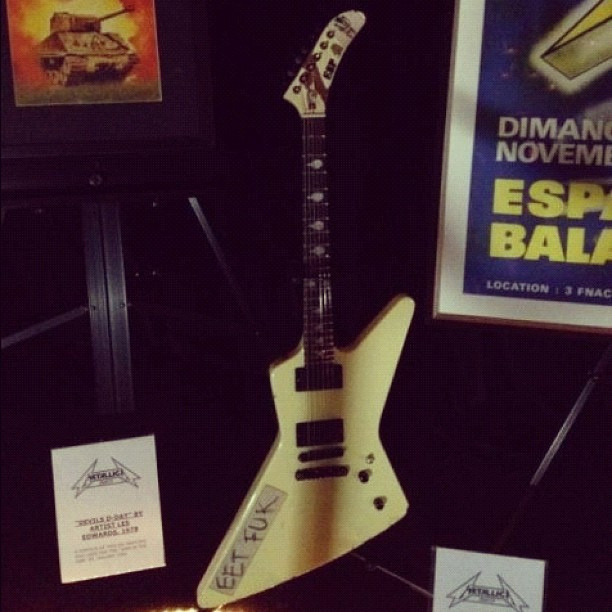
Eet Fuk Guitar
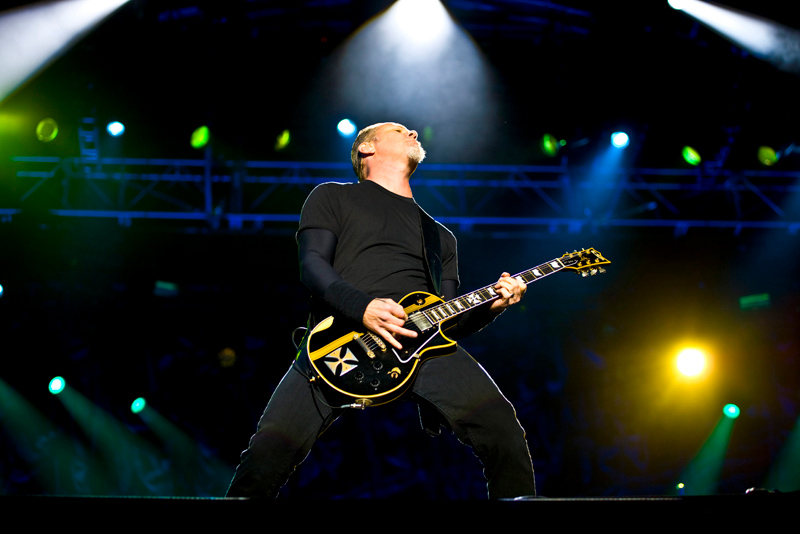
یک صلیب آهنی زرد و سیاه

### آمپلی فایر
Mesa Boogie Tri-Axis Preamps
Mesa Boogie Simul-Class 2:90 pwr amps
Mesa 2×5 band eq custom
Mesa Boogie Triple Rectifier amp heads
Mesa Boogie 4×12 speaker cabinets
Diezel VH4 amps
Line 6 fx
Shure UR4D wireless gear
TC Electronics G-Major fx
Roland JC 120 combo amps
Blackstar amps
Furman AR Pro power conditioner
Voodoo Lab Ground Control switcher
Celestion vintage 30 speakers
Isolation chamber road cases for guitar sounds

### سایر تجهیزات
Ernie Ball RPS 11-48 strings
EMG 81 & 60 guitar pickups
Dunlop Black Fang 1.14 guitar picks
Dunlop straps
Shure Super 55 stage microphones